# مهاجم مقبره: افسانه
مهاجم مقبره: افسانه (به انگلیسی: Tomb Raider: Legend) یک بازی ویدئویی به سبک اکشن-ماجراجویی است که توسط کریستال داینامیکس توسعه یافته و به‌وسیلهٔ شرکت ایدوس اینتراکتیو منتشر شده است. این بازی در سال ۲۰۰۶ برای پلی‌استیشن ۲، مایکروسافت ویندوز، ایکس‌باکس، ایکس‌باکس ۳۶۰، پلی‌استیشن همراه، گیم بوی ادونس، گیم‌کیوب و نینتندو دی‌اس منتشر شد و طراح آن داگ چرچ است. نسخه‌ای سازگار شده از آن نیز در مارس ۲۰۱۱، به عنوان بخشی از سه‌گانه مهاجم مقبره برای کنسول پلی‌استیشن ۳ در دسترس قرار گرفت.